# Ярошинская, Алла Александровна
А́лла Алекса́ндровна Яроши́нская (род. 14 февраля 1953, Житомир) — российский политолог, журналист, беллетрист, кандидат философских наук (1997).
Народный депутат СССР, бывший член Президентского Совета при Борисе Ельцине.
Лауреат премии «За правильный образ жизни» (1992, Швеция).

## Биография
Окончила Киевский государственный университет (факультет журналистики), аспирантуру и докторантуру российской Академии государственного управления при Президенте РФ. Защитила диссертацию по философии ядерной безопасности. Владеет русским, украинским, английским и итальянским языками. Выступает в печати с 1971 года. Её статьи публиковались и публикуются в популярных газетах и журналах страны и мира, включая «Известия», «Литературную газету», «Комсомольскую правду», «Московские новости», «Независимую газету», «Новую газету», The Newsweek, The New York Times и т. д. Награждалась престижными творческими и общественными премиями, в том числе альтернативной Нобелевской «За правильный образ жизни» (Швеция), «Золотое перо» (Украина), «Посол мира» (США), «100 героинь XX века» (США) и многими другими.
По монографиям Ярошинской защищены диссертации (в том числе за рубежом)[какие?], её имя включено в национальные и международные справочники[какие?], она стала героиней документальных фильмов, книг и статей[каких?]. С 1989 по 1991 год была народным депутатом СССР (входила в Межрегиональную депутатскую группу), работала в Министерстве печати РФ, в Федеральном информационном центре при Президенте РФ, в Президентском Совете Бориса Ельцина. В составе официальной делегации России работала в подготовительных комитетах и на Конференции ООН по пролонгации Договора о нераспространении ядерного оружия (1995). Ярошинская является также автором и соавтором более двадцати книг и монографий о свободе слова, правах человека, ядерной экологии и ядерной безопасности, которые вышли на многих языках.
С 2012 года регулярно печатается в Росбалте, по состоянию на январь 2018 года работает в Москве.

## Литературная деятельность
- Документальная повесть «Чернобыль с нами» (1991, переведена на основные европейские языки).
- Документальная повесть «Чернобыль. Совершенно секретно» (1992), переведена на основные европейские языки, а также на японский.
- Редактор-составитель первой в мире «Ядерной энциклопедии» (1996).
- Роман «Кремлёвский поцелуй» в двух томах (первый — «Криминальный транзит», второй — «Полковник знает всё» (2001).
- Сборник психологических рассказов «Дверь напротив» (2002).
- Документальный роман «Чернобыль 20 лет спустя. Преступление без наказания» (2006).
- «Чернобыль. Большая ложь» (2014)[2].

## Избранные публикации
- Украинцы больше не хотят ни в ЕС, ни в НАТО. rosbalt.ru. Росбалт (30 мая 2018). Дата обращения: 29 октября 2020.
- Зачем и для кого Путин меняет Конституцию? rosbalt.ru. Росбалт (20 января 2020). Дата обращения: 29 октября 2020.
- Куда улетит Лукашенко — в Москву, Пекин или в Гаагу? rosbalt.ru. Росбалт (13 августа 2020). Дата обращения: 29 октября 2020.
- Ядерное оружие запрещено. Что дальше? rosbalt.ru. Росбалт (28 октября 2020). Дата обращения: 29 октября 2020.